# Acaraú (kommun)
Acaraú är en kommun i Brasilien.   Den ligger i delstaten Ceará, i den östra delen av landet, 1 700 km nordost om huvudstaden Brasília. Antalet invånare är 57 542.
Följande samhällen finns i Acaraú:
- Acaraú

Omgivningarna runt Acaraú är huvudsakligen savann. Runt Acaraú är det ganska glesbefolkat, med 50 invånare per kvadratkilometer.